# Martin Kaltwasser

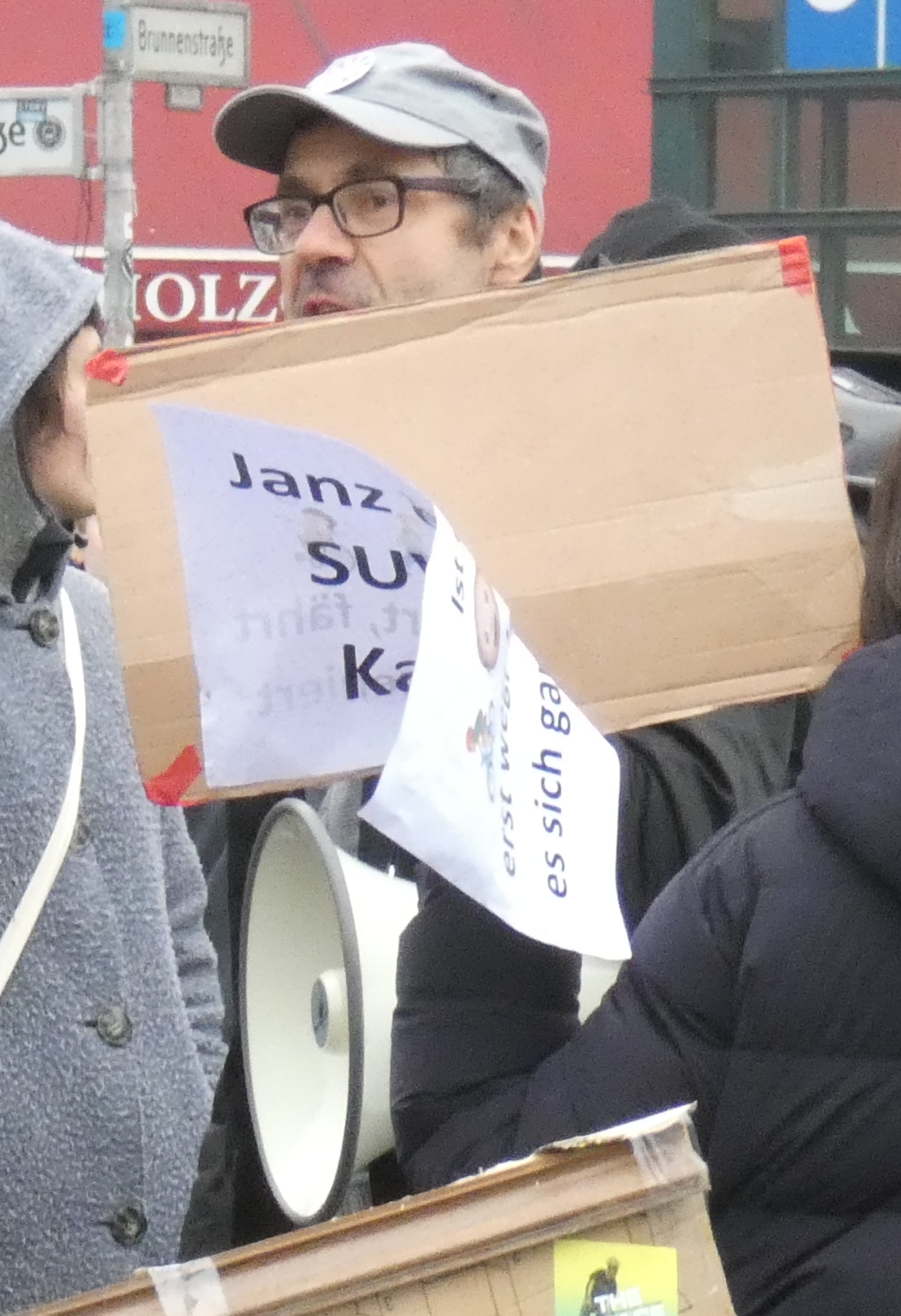
Martin Kaltwasser bei einer Kundgebung (2019)

Martin Kaltwasser (* 25. Oktober 1965 in Münster; † 30. Oktober 2022 in Berlin) war ein deutscher Künstler und Architekt. Von 2019 bis 2022 war er Professor für das Fachgebiet „Plastik“ an der Technischen Universität Dortmund.

## Leben
Martin Kaltwasser studierte von 1985 bis 1988 Freie Kunst an der Akademie der bildenden Künste Nürnberg. 1988 wechselte er nach Berlin. Es folgten dort zunächst Studien der Romanistik und Philosophie an der Freien Universität Berlin. Sein 1989 begonnenes Architektur-Studium an der TU Berlin schloss er 1997 mit dem Diplom bei Kevin Rhowbotham ab.
Nach mehreren Lehraufträgen an der Universität Kassel im Fachbereich Bildende Kunst und einem Lehrauftrag für Architektur an der Universität der Künste Berlin (2008) lehrte er 2009/10 mit einem Stipendium des Berliner Senats als Gastprofessor gemeinsam mit Folke Köbberling am Art Center College of Design in Kalifornien. Im selben Jahr waren sie Artist in Residence der Chinati Foundation/Marfa. Weitere Lehraufträge hatte Kaltwasser 2016/2017 an der Universität der Künste Berlin (Hochschulübergreifendes Zentrum Tanz Berlin) und 2018/2019 an der Kunsthochschule Berlin-Weißensee (Masterstudiengang Raumstrategien) inne. Zudem leitete er diverse Workshops und Praxisseminare.
Von 2019 bis zu seinem Tod lehrte er als Professor für Plastik am Institut für Kunst und Materielle Kultur der Fakultät für Kunst- und Sportwissenschaften der Technischen Universität Dortmund.
Er erhielt zahlreiche Stipendien und Preise.
Kaltwasser starb am 30. Oktober 2022 unerwartet in der Berliner Charité.

## Werk
Von ca. 2002 bis 2015 arbeitete Kaltwasser mit der Künstlerin Folke Köbberling als Künstlerduo Folke Köbberling & Martin Kaltwasser zusammen. Die Konzeptkünstler schufen vorwiegend Installationen und Bauten im öffentlichen Raum, häufig unter Wiederverwendung von Abfällen und Einbeziehung der Anwohner. Bereits ab 2013 trat Kaltwasser auch als Solokünstler mit Projekten und Kooperationen auf, wie bei dem Projekt Ding Dong Dome mit Showcase Beat Le Mot und dem HAU auf dem Holzmarktgelände in Berlin. 2017 schuf er mit dem Los Angeles Garden auf der IGA in den „Gärten der Welt“ ein permanentes Werk. 2021 entstand die Floating Sportshall in dem Wasserrücklaufbecken des Tempelhofer Feldes in Berlin. Seine letzte Ausstellung 2022 Die vierte Ebene im Kunsthaus Gravenshorst war eine Zusammenarbeit mit seinen Studenten der TU Dortmund.
Partizipation und Teilhabe standen zentral in Martin Kaltwassers Arbeiten. Nicht nur in dem Sinne, dass Freiwillige den Künstlern praktisch halfen, sondern dass sie integraler Teil des gesamten Gestaltungsprozesses wurden. Zu ihren temporär errichteten Werken gehörten unter anderem das Jellyfish Theatre in London aus Gemüsekisten und Sperrholz (2010), eine Außenüberdachung aus Plastikbechern für ein Festival im Berliner Haus der Kulturen der Welt (2011) und ein Eingangsportal zur Bochumer Jahrhunderthalle aus Sperrmüll, Europaletten und ausrangierten Bühnenbildteilen (2012). Das Jellyfish-Theater in London wurde vielfach ausgezeichnet (unter anderem war es für den Mies van der Rohe Preis nominiert) und wurde als Junkitecture von der Zeitung The Guardian bezeichnet.
Die Arbeit cars into bicycles wurde zum ersten Mal beim Steirischen Herbst 2008 unter dem Titel „F für Fussgänger“ entwickelt. Danach haben Folke Köbberling und Martin Kaltwasser mehrere Autos zu Fahrrädern transformiert u. a. einen Saab in Los Angeles, einen Opel in Hamburg und einen Chrysler in Puebla/Mexico.